# Castro (Burres)
Castro (en gallego y oficialmente, O Castro) es una aldea española situada en la parroquia de Burres, del municipio de Arzúa, en la provincia de La Coruña, Galicia.

## Demografía
| Gráfica de evolución demográfica de Castro entre 2000 y 2018 |
|                                                              |
| Datos según el nomenclátor publicado por el INE.             |